# Pfeilkraut
Die Pflanzengattung Pfeilkraut (Sagittaria) gehört zur Familie der Froschlöffelgewächse (Alismataceae). Die etwa 40 Arten stammen aus gemäßigten bis tropischen Gebieten. Viele der Sagittaria-Arten aus tropischen Regionen werden, wie etwa das Flutende Pfeilkraut, für die Bepflanzung von Aquarien verwendet (Aquaristik). Das in Mitteleuropa heimische Gewöhnliche Pfeilkraut findet vor allem in der Uferbepflanzung von Gartenteichen Verwendung.

## Beschreibung und Ökologie

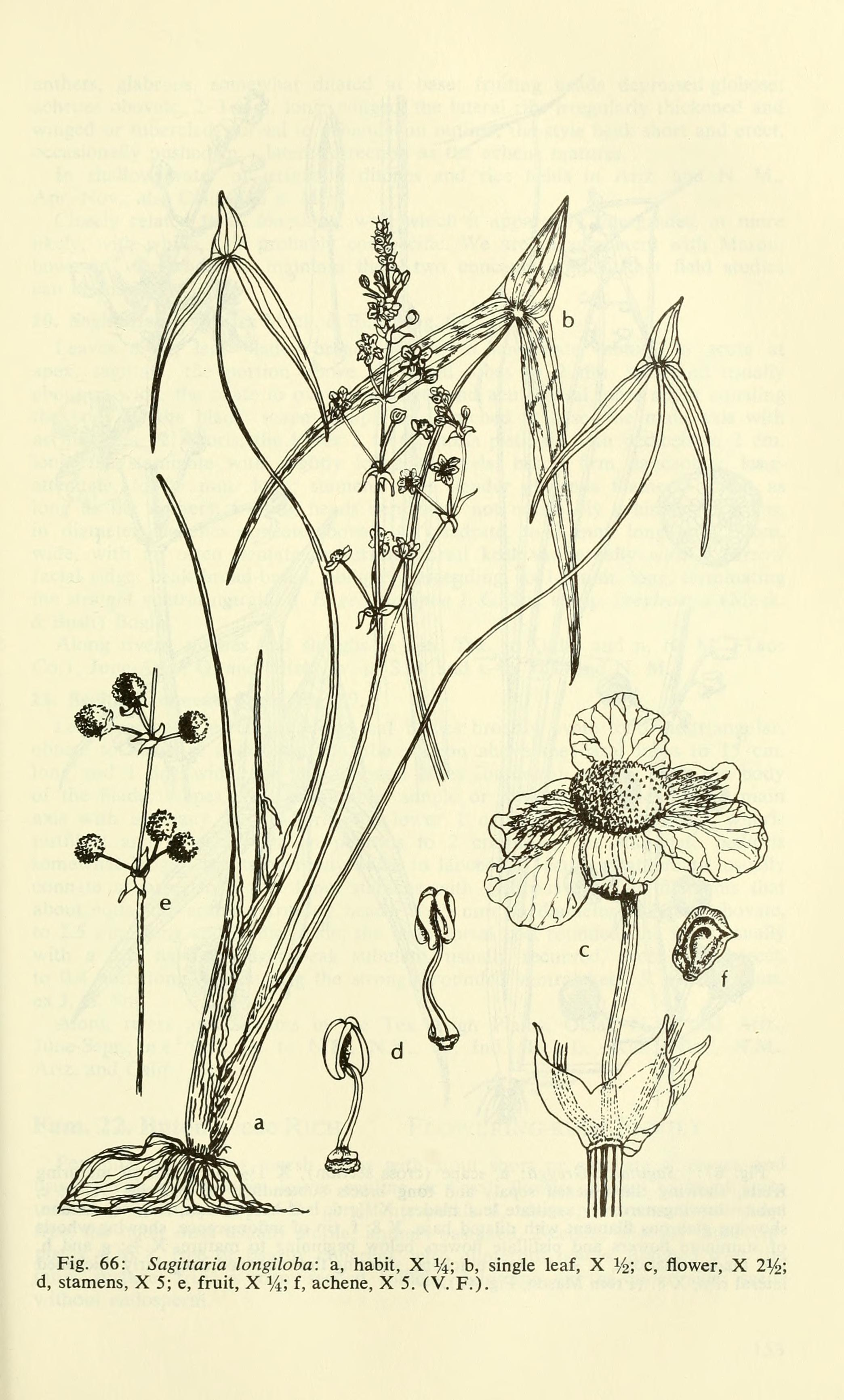
Illustration von Sagittaria longiloba in Aquatic and wetland plants of southwestern United States, 1972

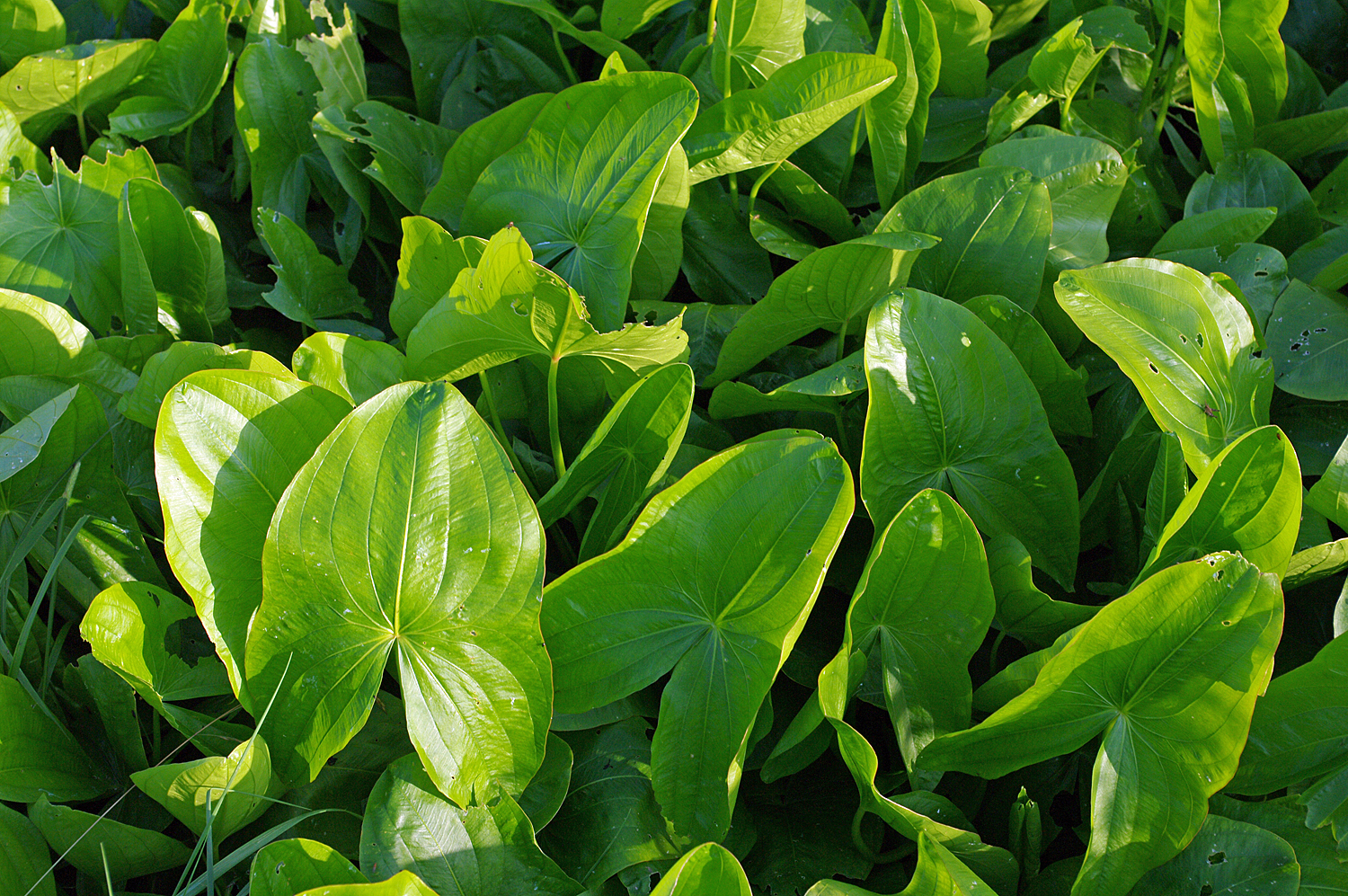
Luftblätter des Breitblättrigen Pfeilkrautes (Sagittaria latifolia)

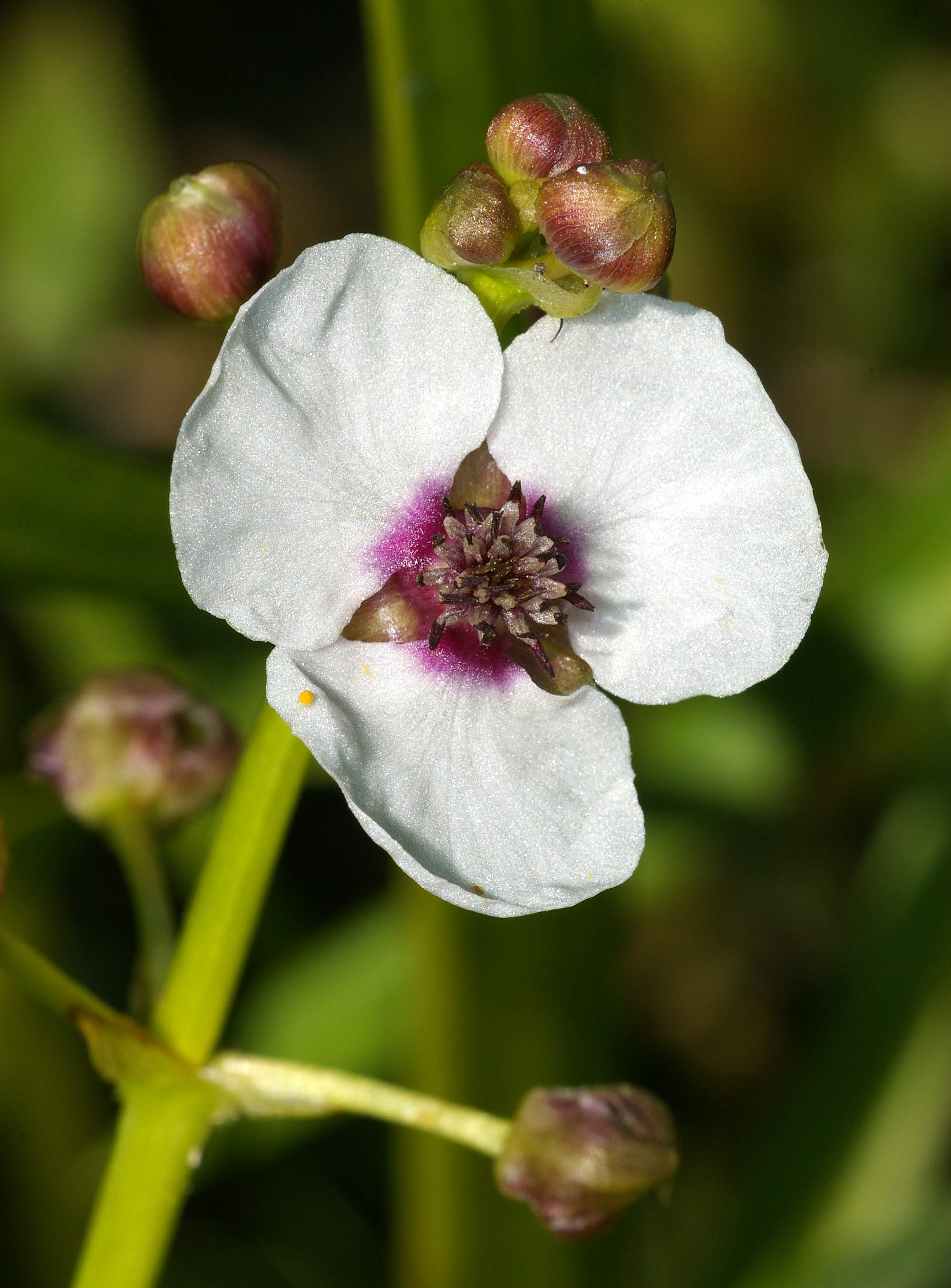
Nahansicht einer Blüte des Gewöhnlichen Pfeilkrautes (Sagittaria sagittifolia)

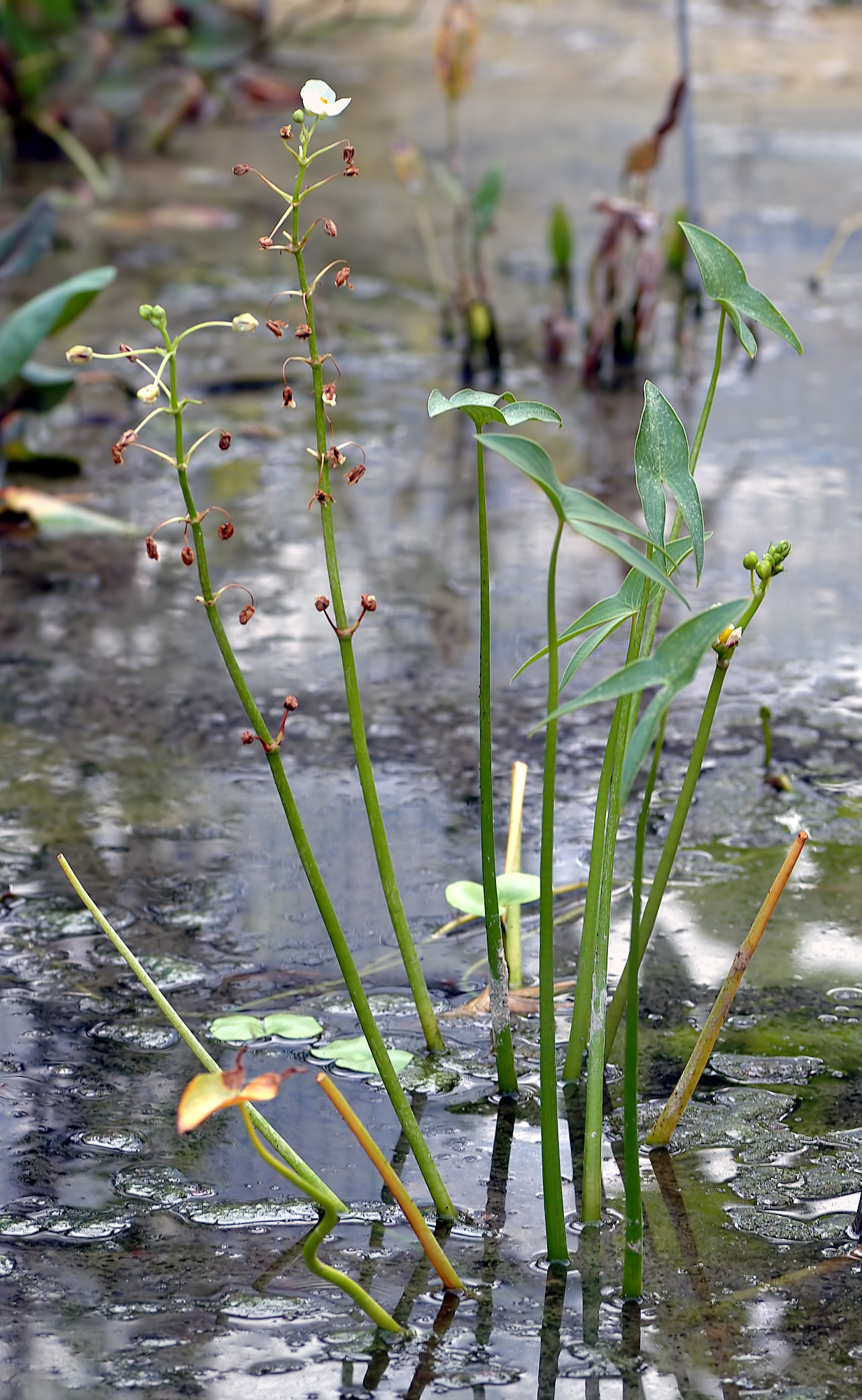
Montevideo-Pfeilkraut (Sagittaria montevidensis), Habitus

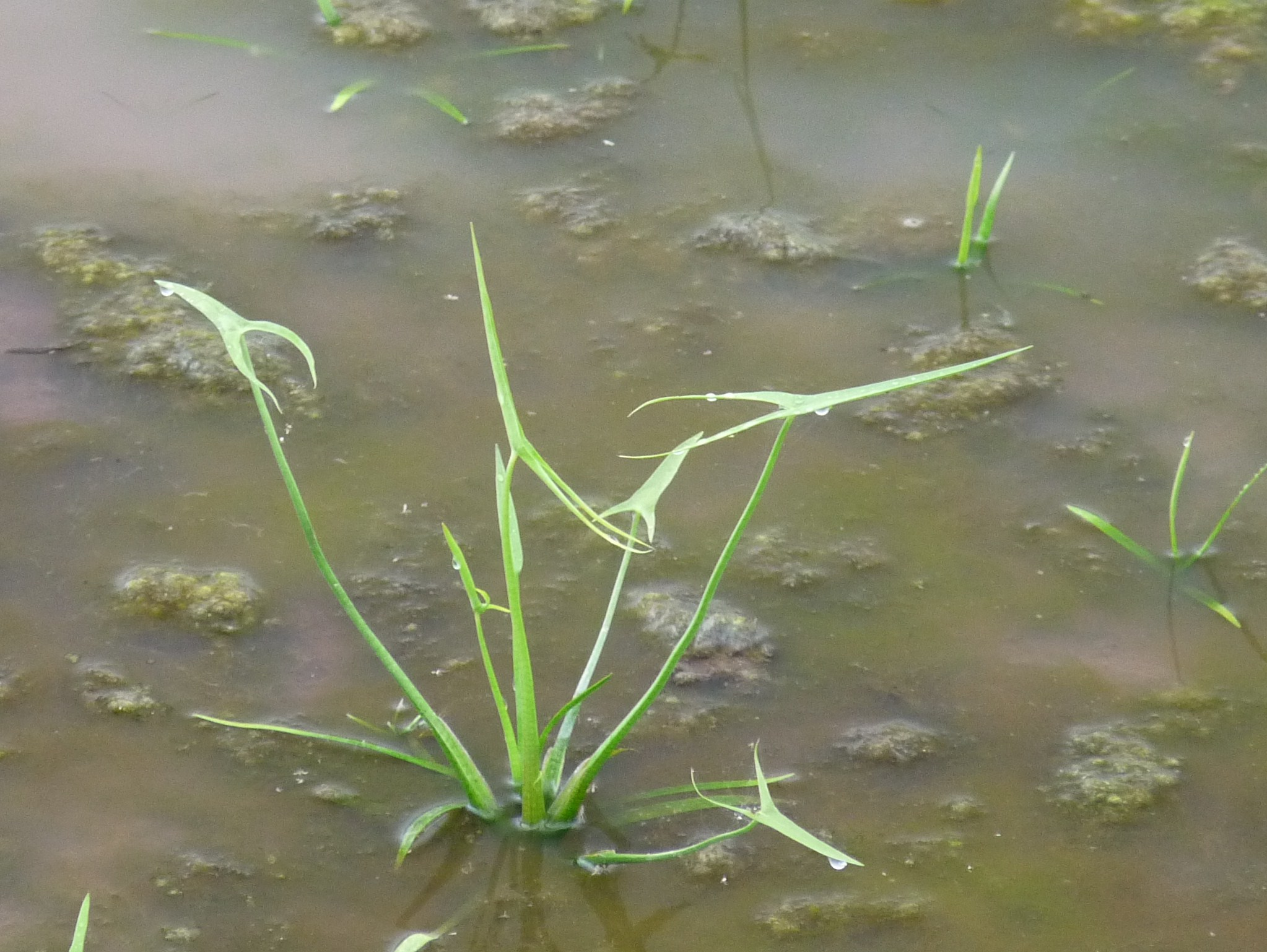
Sagittaria trifolia in Japan

Pfeilkraut-Arten wachsen als meist ausdauernde krautige Pflanzen. Diese Sumpf- und Wasserpflanzen können völlig oder teilweise untergetaucht leben. Einige Arten bilden Knollenrhizome aus. Die sich über die Wasseroberfläche erhebenden Luftblätter sind meist 25 bis 30 Zentimeter lang und linealisch bis oval. Bei manchen Arten wie dem Gewöhnlichen Pfeilkraut sind sie aber auch wie Pfeilspitzen geformt, daher der Name der Gattung. Die Wasserblätter der meisten Arten sind dagegen bandförmig. Sie bilden Ausläufer und können regelrechte Unterwasserweiden bilden.
Pfeilkräuter sind einhäusig monözisch oder zweihäusig diözisch. Die Blütenstände sind meist über Wasser. Die Blüten sitzen bei den meisten Arten an traubigen oder verzweigten Blütenständen oberhalb der Blätter. Die Blüten sind dreizählig mit doppelter Blütenhülle. Meist sind Tragblätter vorhanden. Die Blütenhüllblätter sind überwiegend weiß. Die Blüten sind oft funktionell eingeschlechtlich. Bei weiblichen Blüten mit vielen oberständigen, meist freien Stempeln können Staminodien vorhanden sein, bei männlichen mit einigen bis vielen Staubblättern Pistillode. Manchmal sind die Blüten zwittrig. Oft sind Nektarien vorhanden.
Es werden Sammelfrüchte mit kleinen, abgeflachten, oft geflügelten und geschnäbelten, meist drüsige, einsamige Nüsschen (Achänen) gebildet.
Das Wappen der Gemeinde Odisheim zeigt drei Pfeilkrautblätter.

## Systematik
Es gibt in der Gattung Pfeilkraut (Sagittaria) etwa 40 Arten:
- Sagittaria aginashii Makino: Sie kommt in Russlands Fernen Osten, Korea und Japan vor.[1]
- Sagittaria ambigua J.G.Sm.: Sie kommt in den USA von Indiana bis Oklahoma vor.[1]
- Sagittaria australis (J.G.Sm.) Small: Sie ist in den östlichen Vereinigten Staaten verbreitet.[1]
- Sagittaria brevirostra Mack. & Bush: Sie ist von Saskatchewan bis in die zentralen und östlichen Vereinigten Staaten verbreitet.[1]
- Sagittaria chapmanii (J.G.Sm.) C.Mohr: Sie ist von Texas bis in die südöstlichen USA verbreitet.[1]
- Sagittaria cristata Engelm.: Sie ist in Ontario und in den USA verbreitet.[1]
- Sagittaria cuneata E.Sheld.: Sie ist in Alaska, Kanada und in den USA weitverbreitet.[1]
- Sagittaria demersa J.G.Sm.: Sie kommt nur im nordöstlichen Mexiko und in New Mexico vor.[1]
- Engelmanns Pfeilkraut[2]  (Sagittaria engelmanniana J.G.Sm.): Sie ist im südöstlichen Kanada und in den USA weitverbreitet.[1]
- Sagittaria fasciculata E.O.Beal: Sie kommt nur in North Carolina und in South Carolina vor.[1]
- Sagittaria filiformis J.G.Sm.: Sie ist in den östlichen USA verbreitet.[1]
- Grasblättriges Pfeilkraut[2]  (Sagittaria graminea Michx.): Sie vom östlichen Kanada bis zu den USA verbreitet und kommt Kuba vor.[1]
- Sagittaria guayanensis Kunth: Sie gedeiht in zwei Unterarten in den Tropen und Subtropen.[1]
- Sagittaria intermedia Micheli: Sie kommt auf Karibischen Inseln, im südöstlichen Mexiko und im nördlichen Kolumbien vor.[1]
- Sagittaria isoetiformis J.G.Sm.: Sie kommt in den südöstlichen USA und im westlichen Kuba vor.[1]
- Sagittaria kurziana Glück: Sie kommt nur im nordwestlichen Florida vor.[1]
- Lanzettblättriges Pfeilkraut (Sagittaria lancifolia L.): Es ist in der Neotropis verbreitet mit dem nördlichsten Vorkommen in den südöstlichen USA.[1]
- Breitblättriges Pfeilkraut (Sagittaria latifolia Willd.): Es ist vom südlichen Kanada über die USA (Kalifornien) bis Ecuador verbreitet und kommt in Kuba vor.[1] In Europa ist die Pflanze ein Neophyt.[1]
- Sagittaria lichuanensis J.K.Chen, X.Z.Sun & H.Q.Wang: Sie ist in Höhenlagen von etwa 1700 Metern in den südlichen chinesischen Provinzen Fujian, Guangdong, Guizhou, Hubei (Lichuan), Jiangsu, Jiangxi sowie Zhejiang verbreitet.[3]
- Sagittaria longiloba Engelm. ex J.G.Sm.: Sie ist von den USA über Mexiko bis Nicaragua und in Venezuela verbreitet.[1]
- Sagittaria macrocarpa J.G.Sm.: Sie kommt nur in North Carolina und in South Carolina vor.[1]
- Sagittaria macrophylla Zucc.: Sie kommt im westlichen und zentralen Mexiko vor.[1]
- Montevideo-Pfeilkraut oder Argentinisches Pfeilkraut (Sagittaria montevidensis Cham. & Schltdl.): Sie ist in drei Unterarten in der Neuen Welt weitverbreitet.[1]
- Sagittaria natans Pall.: Sie ist von Nordeuropa bis Japan und Korea weitverbreitet.[1]
- Sagittaria papillosa Buchenau: Sie ist in den USA von Louisiana bis Texas verbreitet.[1]
- Sagittaria planitiana G.Agostini: Sie ist von Venezuela bis Brasilien verbreitet.[1]
- Sagittaria platyphylla (Engelm.) J.G.Sm.: Das Breitblättrige Pfeilkraut ist von den USA bis Zentralamerika verbreitet.[1]
- Sagittaria potamogetifolia Merr.: Sie ist in chinesischen Provinzen Anhui, Fujian, Guangdong, Guangxi, Hainan, Hubei, Hunan, Jiangxi, Yunnan, Zhejiang weitverbreitet.[3]
- Sagittaria pygmaea Miq. (Syn.: Sagittaria altigena Hand.-Mazz.): Sie ist von Bhutan bis Ostasien verbreitet.[1]
- Sagittaria rhombifolia Cham.: Sie ist von Costa Rica bis ins nördliche Argentinien weitverbreitet.[1]
- Sagittaria rigida Pursh: Sie ist vom südlichen Kanada und in die USA verbreitet.[1]
- Gewöhnliches Pfeilkraut (Sagittaria sagittifolia L.): Es ist von Europa bis zum Kaukasusraum und Sibirien verbreitet.[1]
- Sagittaria sanfordii Greene: Sie kommt nur in Kalifornien vor.[1]
- Sagittaria secundifolia Kral: Sie kommt nur in Alabama vor.[1]
- Sagittaria sprucei Micheli: Sie kommt von Kolumbien und Venezuela bis Peru vor.[1]
- Flutendes Pfeilkraut oder Kleines Pfeilkraut (Sagittaria subulata (L.) Buchenau): Es kommt in den östlichen USA und von Kolumbien bis Venezuela vor.[1]
- Sagittaria tengtsungensis H.Li: Sie ist in Bhutan, Nepal, Tibet und Yunnan verbreitet.[3]
- Zartes Pfeilkraut[2]  (Sagittaria teres S.Watson): Sie ist in den nordöstlichen USA verbreitet.[1]
- Sagittaria trifolia L.: Sie ist mit mehreren Unterarten vom europäischen Teil Russlands bis Japan und Malesien weitverbreitet.[1]